# Пигадаки
Пигадаки (грч. Πηγαδάκι) је приморско насељено место у општини Ситонија у периферији Средишња Македонија, Грчка. Према попису из 2021. године био је 21 становник.
Пигадаки је некада било колибарско насеље на манастирском имању и први пут се помиње 1920. године са 10 житеља. Од 1920. до 1991. године се није водило као посебно насеље.